# Choukati
Choukati (nepalski: चोकटी) – gaun wikas samiti w środkowej części Nepalu w strefie Bagmati w dystrykcie Sindhupalchowk. Według nepalskiego spisu powszechnego z 2001 roku liczył on 575 gospodarstw domowych i 2615 mieszkańców (1345 kobiet i 1270 mężczyzn).